# Ermita de Santa Cruz de Olorde

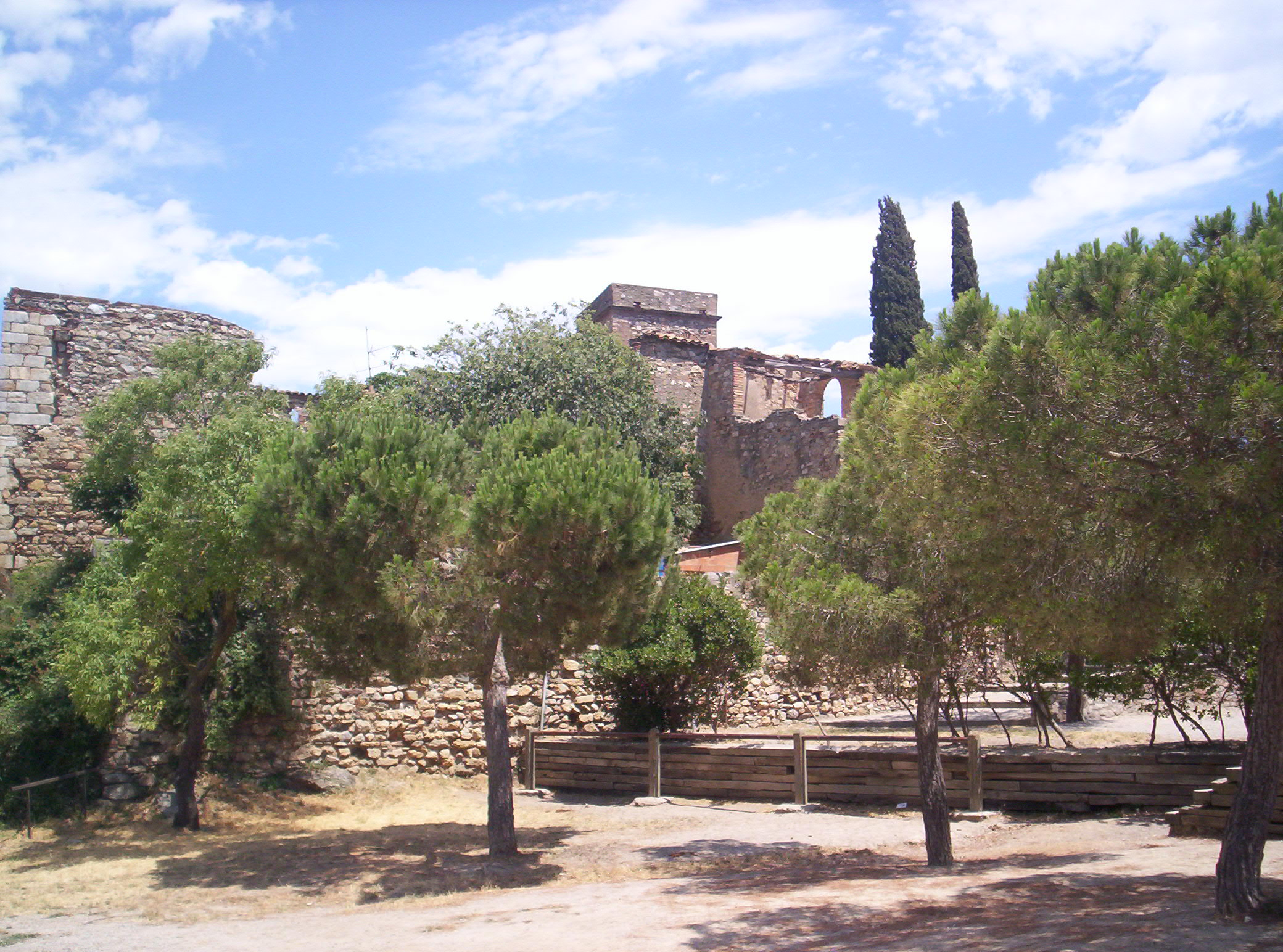
Santa Cruz de Olorde.

Santa Cruz de Olorde (en catalán Santa Creu d'Olorda) es una ermita románica situada en la sierra de Collserola (Cataluña), cerca de la montaña del Puig de Olorda. Pertenece al municipio de Barcelona pese a hallarse ligeramente alejada de su término municipal. Junto a ella discurre la carretera de Molins de Rey a Vallvidrera (BV-1468), en el quilómetro 6,5, así como la carretera que lleva a San Felíu de Llobregat y pasa junto a la cementera Sanson.

## La ermita
El ábside del edificio contiene elementos prerrománicos que parecen datar de fines del primer milenio (siglos VIII-IX). Esta tesis se ve corroborada por documentos antiguos fechados en los años 1032 y 1066. 
Probablemente el ábside fue la base de toda la evolución arquitectónica posterior: un crucero elevado de estilo carolingio (siglos IX-X), un campanario de espadaña (siglo XIV) reformado en 1619, la puerta renacentista actual (siglo XVI), la rectoría y diversas otras dependencias modificadas a lo largo de los años.
Todo el conjunto fue incendiado en 1936 durante la Guerra Civil, siendo luego restaurado por el grupo excursionista Els Blaus de Sarrià.
El emplazamiento de la ermita es hoy una popular área recreativa, frecuentada por los habitantes de las poblaciones cercanas como Molins de Rey, San Felíu de Llobregat o San Cugat del Vallés.